# Algemene verkiezingen in Zambia (1983)
| Stemverhoudingen in % |
| --------------------- |
|                       |

De algemene verkiezingen in Zambia van 1983 behelsden de verkiezing van een president en de Nationale Vergadering. De opkomst was 65,5%, iets lager dan vijf jaar eerder.

## Presidentsverkiezingen
De presidentsverkiezingen vonden plaats op basis van een referendum waarin de bevolking voor dan wel tegen de zittende president, Kenneth Kaunda, kon uitspreken. Maar liefst 95% van de kiezers sprak zich uit voor de herverkiezing van Kaunda. Dit was het gevolg van het feit dat in de drie districten in de Southern Province waar de oppositie tegen de zittende president vanouds het sterkst was, ditmaal vóór de herverkiezing van Kaunda stemden. Harry Nkumbula, wier machtsbasis in het zuiden gelegen was, en als parlementslid de informele oppositie tegen de regering aanvoerde, had de kiezers in het zuiden opgeroepen ditmaal "vóór" te stemmen.
| Kandidaat                         | Kandidaat                         | Partij                             | Stemmen   | %    |
| --------------------------------- | --------------------------------- | ---------------------------------- | --------- | ---- |
|                                   | Kenneth D. Kaunda                 | United National Independence Party | 1.453.029 | 95,4 |
| Tegen                             | Tegen                             | Tegen                              | 70.355    | 4,6  |
| Ongeldige stemmen/ blanco stemmen | Ongeldige stemmen/ blanco stemmen | Ongeldige stemmen/ blanco stemmen  | 34.679    | 2,2  |
| Totaal                            | Totaal                            | Totaal                             | 1.558.063 | 100  |
| Bron: AED                         |                                   |                                    |           |      |

## Parlementsverkiezingen
De parlementsverkiezingen vonden plaats op basis van een eenpartijstelsel met meerdere kandidaten per kiesdistrict. Bij de voorverkiezingen bleven er per district drie kandidaten over. Bij de beslissende ronde werd de kandidaat met de meeste stemmen per district in de Nationale Vergadering gekozen. Een aantal regeringsgezinde parlementariërs verloren hun zetels. Onder de benoemde leden (11) bevond zich ook de voorzitter (Speaker).

### Nationale Vergadering
| Partij                          | Partij                             | Zetels    | %     |
| ------------------------------- | ---------------------------------- | --------- | ----- |
|                                 | United National Independence Party | 125       | 100   |
| Benoemingen                     | Benoemingen                        | 11        |       |
| Totaal                          | Totaal                             | 136       | 100   |
| Geregistreerde kiezers/ opkomst | Geregistreerde kiezers/ opkomst    | 2.377.610 | 66,1% |
| Bron: AED                       |                                    |           |       |

Presidentsverkiezingen: 1968 · 1973 · 1978 · 1983 · 1988 · 1991 · 1996 · 2001 · 2006 · 2008 · 2011 · 2015 · 2016 · 2021

Parlementsverkiezingen: 1968 · 1973 · 1978 · 1983 · 1988 · 1991 · 1996 · 2001 · 2006 · 2011 · 2016 · 2021

Referenda: 1969 · 2016